# Łowickie Zakłady Przemysłowe Cukrownia i Rafineria „Irena”
Łowickie Zakłady Przemysłowe Cukrownia i Rafineria „Irena” – dawna spółka akcyjna z siedzibą w Warszawie. Założona w 1857, a ustrój spółki akcyjnej przyjęty w 1929 roku. W 1938 r. siedziba zarządu znajdowała się w Warszawie przy ul. Mazowieckiej 5, a cukrownia w Łyszkowicach.
Radca handlowy Herman Epstein, wydzierżawił od Zarządu Księstwa Łowickiego byłą fabrykę mydła i świec i na jej miejscu wybudował cukrownię.  W 1851 zakład zatrudniający 480 robotników rozpoczął produkcję cukru. Przy cukrowni wybudowano domy dla pracowników, pomoc lekarska i szkółka dla dzieci. W 1857 cukrownia przyjęła nazwę Łowickie Zakłady Przemysłowe, Cukrownia i Rafineria „Irena”. Po śmierci Hermana Epsteina (1867), administratorem zakładu został jego syn Mieczysław Epstein. Po I wojnie światowej zakład kupił Henryk Rosenberg. W 1929 cukrownię przejęła spółka akcyjna której członkami zarządu byli: Henryk Rosenberg (prezes), T. Sułowski i H. Ginsberg.
Zakład mieszczący się w Łyszkowicach zajmował teren 14 hektarów. Składał się z ok. 20 budynków. Były tu domy dyrekcji, administracji i pracowników oraz biura i pomieszczenia techniczno-magazynowe. Cukrownia posiadała również magazyny w Łowiczu, Sobocie, Jackowicach i Czerniewie. W roku 1920 wybudowano wąskotorowe połączenie kolejowe ze stacją normalnotorową w Domaniewicach. Do 1941 sieć kolejowa zakładu wynosiła ok. 50 kilometrów. Eksploatowano m.in. parowóz 0-2-0 t „Ryś” na tor 600 mm.
W 1938 na czele stał zarząd w składzie: Henryk Rosenberg (prezes), Józef Rosenberg. Dyrektorami byli Witold Wajnman i Henryk Rosenberg (administracja). Kapitał zakładowy wynosił 2 mln zł, podzielonych na 20 tys. akcji na okaziciela, o nominale 100 zł każda. Produkowano kryształ biały i rafinadę. W sezonie 1936/1937 – 34 290 q, przerabiając 208 136 q. Obszar plantacji wynosił 1799 ha.
W 1940 starosta łowicki Schwender, na mocy ustaw o konfiskacie majątku prywatnego w Generalnym Gubernatorstwie przejął zakład i na jego dyrektora został wyznaczony Otto Fischer. W kampanii cukrowniczej 1940/41 wyprodukowano 34 747 q cukru.
Po wyzwoleniu, 27 stycznia 1945 Łowickie Zakłady Przemysłowe Cukrownia i Rafineria „Irena” zostały przejęte przez polskie władze państwowe. 17 czerwca 1947 przeszły na własność państwa. Weszły w skład Zjednoczenia Przemysłu Cukrowniczego Okręgu Warszawskiego. W 1950 przeszły w stan likwidacji, a w 1952 majątek cukrowni przekazany został Centralnemu Zarządowi Przemysłu Mleczarskiego w Warszawie.